# Super Bomberman 5
Super Bomberman 5, lançado pela Hudson Soft no início de 1997, foi o último jogo da série para o SNES. Foram lançados dois tipos de cartuchos, o cartucho normal e o cartucho ouro. O cartucho ouro contém mapas extras desbloqueados no modo batalha.

## História
A história começa quando um bomber mal chamado Imperador Terrorin, que mantém o poder do tempo, liberta vários bombers de suas prisões que ficam em órbita ao redor do planeta Bomber. Bomberman, um bomber de cor branca e personagem principal da série, deve derrotar os foragidos para poder chegar ao Imperador e restaurar a paz em seu planeta.

## Normal Mode
Nesse modo, o jogador pode escolher qual o nível vai querer completar. O mapa principal é dividido em zonas, onde cada zona corresponde a um mapa de um jogo anterior da série (A zona 1 corresponde ao mapa de Super Bomberman 1, a zona 2, ao de Super Bomberman 2, e assim sucessivamente), usando seus estágios e monstros (Obs.: Os chefes dos jogos anteriores não foram adicionados ao jogo. Ao invés disso, no final de cada zona, há um chefe diferente dos dos jogos anteriores. Além disso, algumas fases não foram feitas exatamente como eram, colocando-se outros monstros ou mudando o layout) . Dependendo do caminho que o jogador escolher, poderá acumular 100% de conclusão. Existem duas terminações disponíveis, dependendo de onde o jogador enfrentar o último chefe. Após terminar o jogo com 100%, o jogo reinicia o mapa e permite o jogador terminar com os mapas em 200% conseguindo assim uma nova senha.

## Battle Mode
O battle mode é o modo multiplayer do jogo. Nele existem três sub-modos para serem jogados. O primeiro deles é o modo mais básico, onde o jogador escolhe apenas seu personagem, quantos jogadores serão e algumas outras opções básicas, como tempo por batalha e quantidade de troféus para se adquirir. Os outros dois modos são mais avançados e permitem que o jogador edite quais itens estarão presentes no mapa (modo 2) ou quais itens cada um dos personagens terá ao início do jogo (modo 3).
No modo de batalha são liberados para o jogador 9 personagens diferentes para serem escolhidos, sendo que todos eles (menos o primeiro, que é próprio bomber branco) são inimigos no modo normal de jogos. Além disso, existem 13 diferentes fases para serem usadas, onde cada uma possui sua própria jogabilidade.

## Personagens

### Heróis
- Bomberman Branco: O famoso Bomberman protagonista principal que vai ao Mundo Terrorin junto como o Bomberman Preto para salvar o Planeta Bomber, aprisionar os Bombermans criminosos e derrotar Terrorin. Seu look é branco, blusão azul com um cinto preto com um detalhe amarelo, sapatos e luvas cor-de-rosa (como sempre).

### Inimigos
- Bomber Woof: O mascote de Barão Bombano que apenas gosta do mesmo até serem separados; sua habilidade é cavar minas terrestres. Seu look é laranja, nariz roxo, margens amarelas, pescoço amarelo, patas verdes, orelhas amarela e cauda amarela.[1] Os blocos são uma casa de cachorro de cor amarela com telhado vermelho
- Dave Bomber: Foi preso por ser o dirigente imprudente  do submundo no Planeta Bomber; sua habilidade é socar as bombas e criar blocos destrutivos pra se proteger. Seu look é roxo, gordo, roupão preto, usa óculos escuros, chapéu preto com uma bola vermelha em cima, gravata verde, cinto vermelho, luvas vermelhas e sapatos verdes.[2] Os blocos são carros similares a um Volkswagen Fusca de cor roxa com vidros amarelos
- Gary Bomber: Foi preso por ser o dirigente cruel e sem coração do submundo no Planeta Bomber junto com Dave Bomber; sua habilidade é enviar bombas rastreadoras e chutar as mesmas. Seu look é azul, magro, roupão preto, usa óculos escuros, chapéu preto com uma bola verde em cima, gravata vermelho, cinto verde, luvas verdes e sapatos vermelhos.[2]Os blocos são um telefone de disco de cor verde com os numerais e a manivela de discagem em fundo branco
- Pirate Bomber: Foi preso por ser pirata no mar há muito tempo junto com seu capanga Subordinate Bomber; sua habilidade é enviar itens Geta. Seu look é azul, chapéu de pirata azul e roxo com uma caveira amarela, tapa olho, roupa azul, cinto roxo com fivela amarela, luvas verde agua e sapatos verde agua.[3] Os blocos são uma caveira em forma de caveira quadrada
- Subordinate Bomber: Capanga de Pirate Bomber, é visto com look laranja, barba cinza, boca aberta com dentes faltando, bandana vermelha com uma caveira branca, braços brancos e pernas amarelas, roupas pretas com suspensórios formando um X de cor vermelha, luvas vermelhos e sapatos amarelos. Os blocos são uma caveira em forma de caveira quadrada, assim como o Pirate Bomber
- Muscule Bomber: Foi preso por causar muita destruição pela sua força sobre-humana; sua habilidade é jogar bombas. Seu look é rosa palida, musculoso, cabeça azul, camisa vermelha, cinto azul, sunga vermelha, luvas vermelhas e botas vermelhas.[3]Os blocos são uma base de alteres de cor vermelha com os alteres em si de cor prata
- Iron Mask Bomber: Foi preso por cometer assassinatos; sua habilidade é enviar bombas espinhosa, chutar & socar as mesmas e evocar inimigos. Seu look é preto, capacete de metal com olhos vermelhos, armadura cinza, suspensórios verde e amarelo no meio formando um X, luvas e botas amarelas.[4] Os blocos são uma espécie de estação de energia, com uma base formada por 4 canos e um cone amarelo e preto com base vermelha no meio, usada para fazer grandes explosões, com monstros parecidos com retroescavadeiras com rodas menores de cor cinza, rodas maiores de cor verde, biela de cor rosa e eixo das rodas de cor laranja
- Baron Bombano: Dono de Bomber Woof foi preso por ser um impostor; sua habilidade é enviar itens bons & ruins. O seu look é vermelho, bigode amarelo, capa roxa, luvas verdes e sapatos verdes.[1]Os blocos são simples blocos lembrando os conectores RJ45 (utilizados em cabeamento estruturado), também com a mesma base formada por 4 canos e um cone amarelo e preto com base vermelha no meio, usada para fazer grandes explosões, com monstros parecidos com retroescavadeiras com rodas menores de cor cinza, rodas maiores de cor verde, biela de cor rosa e eixo das rodas de cor laranja
- Plunder Bomber: Foi preso por cometer maiores roubos; sua habilidade é atravessar objetos sólidos e roubar os itens dos Bombermans. Seu look é roxo, mascara laranja, chapéu nas suas costas amarelas com linhas laranjas, botas roxas e luvas também roxas.[2]Os blocos são uma pirâmide formada com 3 barras de ouro em formato de trapézio, mais uma vez com a base idêntica a de Iron Mask Bomber e Baron Bombano formada por 4 canos e um cone amarelo e preto com base vermelha no meio, usada para fazer grandes explosões, com monstros parecidos com retroescavadeiras com rodas menores de cor cinza, rodas maiores de cor verde, biela de cor rosa e eixo das rodas de cor laranja
- Terrorin: Imperador de seu próprio mundo e o vilão principal da história que usou os criminosos para tomar o Planeta Bomber em troca da liberdade; sua habilidade é jogar bombas, criar barreira e enviar itens temporizadores. Sua aparência é de um Bomberman com o rosto de relógio dourado, corpo preto, sobretudo roxo, babador de palhaço azul com bordas verde agua, saia laranja, luvas amarelas e sapatos amarelos.[5][6] Os blocos são um quadrado cinza com um T em vermelho, significando as iniciais de Terrorin

### Bônus
- Honey: Mestre de Kotetsu e rival amigável e amiga de White Bomberman, ela é uma caçadora de recompensas profissional, bem como uma cowgirl. Apesar de sua personalidade forte, ela é uma boa pessoa.
- Kotetsu: Discípulo de Honey, rival de Denta e amigo de White Bomberman, Kotetsu é um samurai tradicional, que só gosta de lutas justas e se retrai quando luta com mulheres e crianças.

### Inimigos Secundários

###### Zone 1
- Bakuda (Mechabomb): É um mecha explodindo que assume a forma de uma bomba com olhos. Notavelmente, é um dos poucos inimigos que pode realmente prejudicar outros inimigos e obstáculos.
- Keibin: Se move na velocidade 2, girando ou revertendo aleatoriamente nos cruzamentos, e pode passar pelos blocos.
- Kierun: Se move na velocidade 2, virando em cruzamentos e passando por blocos. A cada dois ou três segundos, ele para de se mover e se torna completamente invisível, exceto por seus olhos. Quando se torna visível novamente, continua seu padrão de movimento regular. Em Super Bomberman 5, Kierun não pode atravessar paredes e é indestrutível ao mesmo tempo que se torna e é invisível.

- Kinkaru: Se move na velocidade 3, passando por blocos e mudando de direção nos cruzamentos. Parece formar um caminho diferente de movimento com base na posição do jogador no mapa, exibindo o hábito de se aproximar do jogador, embora esse comportamento não seja documentado. Em Super Bomberman 5, Kinkaru é mais lento, não responde às localizações dos jogadores, não pode passar pelos blocos e apenas muda de direção após a colisão com bombas e paredes.
- Pakupa: É um monstro azul com um olho cuja habilidade principal é comer bombas plantadas no mapa. Se move na velocidade 2, mudando de direção apenas ao colidir com paredes ou outros inimigos. Se uma bomba estiver a 8 espaços do Pakupa, e não houver blocos entre eles, Pakupa a perseguirá e a devorará. Pakupa requer 3 hits para destruir. Em Super Bomberman 5, Pakupa requer apenas 1 hit para destruir e persegue as bombas dos jogadores independentemente de quantos espaços eles estejam.
- Puropen: Se move em linha reta na velocidade de 2 até colidir com um bloco, bomba ou outro inimigo, momento em que imediatamente escolhe uma direção aleatória e continua a se mover. Ele pode optar por inverter as direções, mesmo que não esteja em um beco sem saída.
- Senshiyan: Se move na velocidade de 2, mudando de direção apenas após colidir com bombas, inimigos ou paredes. Após um período de um a quatro segundos, ele executa seu ataque característico, fazendo uma pausa para liberar uma torrente de fogo em uma das 4 direções cardeais. Este ataque tem um alcance de 4 espaços de ladrilhos e pode detonar bombas cedo. Senshiyan irá causar dano aos jogadores em contato e requer 3 hits para destruí-lo.
- Yoroisu: Se move sem rumo, mudando de direção apenas ao colidir com bombas, inimigos e paredes. Ele pode bloquear ataques frontais com seu escudo, mas deve parar de se mover para fazer isso. Também irá atacar o Bomberman se ele estiver dentro de 5 espaços e não houver obstáculos entre eles. Em Bomberman 5 Yoroisu requer apenas 4 hits para destruir, não pode bloquear explosões com seu escudo e ataca ao Bomberman em um ritmo significativamente mais rápido, independentemente de quantos espaços ele esteja.

## Rooeys
Os rooeys são criaturas semelhantes a cangurus. Presentes também no Super Bomberman 3, os rooeys são encontrados pelo jogador ao destruir um bloco comum, dentro de um ovo com manchas verdes, e são adquiridos quando ele toca o ovo. Cada um dos rooeys possui aparência, cor e habilidades únicas.
- KeRooey: esse rooey possui a habilidade de chutar as bombas que estão a sua frente, com o mesmo efeito da Power Glove. Ele é azul e possui uma camisa listrada. de cores vermelho e preto Na tela título do jogo é representado como um jogador de futebol.
- GyaRooey: única rooey do sexo feminino, usa uma fita rosa acima da cabeça e é amarela. Ela pode chutar blocos comuns (que são destruídos pelas explosões) em uma linha, que irão parar assim que atingirem outro bloco, um inimigo ou uma bomba. Caso outro bloco comum seja atingido, esse irá continuar o caminho do antigo bloco.
- HaneRooey: um rooey rosa com um pula-pula. Usa um boné verde virado para trás. Ele pode pular qualquer obstáculo no mapa, incluindo concretos, bombas e explosões.
- MagicaRooey: Esse rooey possui uma cartola de mágico e sua habilidade é colocar em uma linha à sua frente todas as bombas que o jogador possui, a não ser que algo esteja no caminho. Ele é roxo.
- MaRooey: O rooey com a habilidade de correr em uma linha reta em alta velocidade. Ele é verde e, por ser muito gordo, rola ao invés de correr.
- NaguRooey: Um rooey vermelho com luvas de boxe. Ao atingir um inimigo ou chefe, ele ficará tonto por alguns poucos segundos.
- WaRooey: Este é o único rooey que o jogador não pode obter. Ele é negro, possui um óculos vermelhos, unhas grandes e fuma charuto, mas não possui nenhuma habilidade única. É usado somente por alguns chefes no modo normal.

## Catálogo de Fases
Zone 1
| Mundo           | Nº Portais | Portal 1        | Porta 2         | Portal 3        | Porta 4   | Portal 5  |
| Fase 1-1        | 3          | Fase 1-2        | Fase 1-5        | Fase 1-7        | -         | -         |
| Fase 1-2        | 2          | Fase 1-3        | Fase 1-1        | -               | -         | -         |
| Fase 1-3        | 1          | Fase 1-4        | -               | -               | -         | -         |
| Fase 1-4        | 2          | Fase 1-6        | Fase 1-9        | -               | -         | -         |
| Fase 1-5        | 3          | Fase 1-4        | Fase 1-6        | Fase 1-8        | -         | -         |
| Fase 1-6        | 4          | Fase 1-4        | Fase 1-8        | Fase 1-10       | Fase 1-12 | -         |
| Fase 1-7        | 1          | Fase 1-8        | -               | -               | -         | -         |
| Fase 1-8        | 5          | Fase 1-6        | Fase 1-13       | Fase 1-14       | Fase 1-12 | Fase 1-15 |
| Fase 1-9        | 3          | Fase 1-11       | Bomber Woof 1-A | Fase 1-10       | -         | -         |
| Fase 1-10       | 2          | Fase 1-9        | Bomber Woof 1-B | -               | -         | -         |
| Fase 1-11       | 3          | Fase 1-9        | Bomber Woof 1-B | Honey & Kotetsu | -         | -         |
| Fase 1-12       | 2          | Bomber Woof 1-B | Fase 1-13       | -               | -         | -         |
| Fase 1-13       | 2          | Fase 1-12       | Bomber Woof 1-C | -               | -         | -         |
| Fase 1-14       | 2          | Fase 1-8        | Fase 1-15       | -               | -         | -         |
| Fase 1-15       | 1          | Bomber Woof 1-C | -               | -               | -         | -         |
| Honey & Kotetsu | 1          | Fase 2-2        | -               | -               | -         | -         |
| Bomber Woof 1-C | 1          | Fase 2-12       | -               | -               | -         | -         |
| Bomber Woof 1-A | 2          | Fase 2-1        | Fase 2-5        | -               | -         | -         |
| Bomber Woof 1-B | 2          | Fase 2-9        | Fase 2-12       | -               | -         | -         |